# Моменс (Іллінойс)
Моменс (англ. Momence) — місто (англ. city) в США, в окрузі Канкакі штату Іллінойс. Населення — 3117 осіб (2020).

## Географія
Моменс розташований за координатами 41°9′49″ пн. ш. 87°39′49″ зх. д. / 41.16361° пн. ш. 87.66361° зх. д. (41.163576, -87.663504).  За даними Бюро перепису населення США в 2010 році місто мало площу 4,22 км², з яких 3,97 км² — суходіл та 0,25 км² — водойми.

## Демографія
Згідно з переписом 2010 року, у місті мешкало 3310 осіб у 1192 домогосподарствах у складі 814 родин. Густота населення становила 785 осіб/км².  Було 1275 помешкань (302/км²).
Расовий склад населення:
| - 83,0 % — білих - 5,1 % — чорних або афроамериканців - 0,5 % — корінних американців - 0,3 % — азіатів - 8,7 % — осіб інших рас |

До двох чи більше рас належало 2,4 %. Частка іспаномовних становила 18,6 % від усіх жителів.
За віковим діапазоном населення розподілялося таким чином: 25,3 % — особи молодші 18 років, 59,1 % — особи у віці 18—64 років, 15,6 % — особи у віці 65 років та старші. Медіана віку мешканця становила 38,0 року. На 100 осіб жіночої статі у місті припадало 102,7 чоловіків;  на 100 жінок у віці від 18 років та старших — 98,9 чоловіків також старших 18 років.
Середній дохід на одне домашнє господарство  становив 61 145 доларів США (медіана — 60 441), а середній дохід на одну сім'ю — 65 204 долари (медіана — 61 713). Медіана доходів становила 40 615 доларів для чоловіків та 34 844 долари для жінок. За межею бідності перебувало 16,8 % осіб, у тому числі 32,5 % дітей у віці до 18 років та 2,1 % осіб у віці 65 років та старших.
Цивільне працевлаштоване населення становило 1382 особи. Основні галузі зайнятості: освіта, охорона здоров'я та соціальна допомога — 26,8 %, виробництво — 18,5 %, роздрібна торгівля — 8,8 %, оптова торгівля — 8,7 %.